# Straubenhardt
Straubenhardt ist eine Gemeinde im Enzkreis in Baden-Württemberg. Sie liegt am Übergang vom Nordschwarzwald zum Kraichgau.

## Geografie

### Gemeindegliederung
Die Gemeinde Straubenhardt besteht aus den ehemaligen Gemeinden Conweiler, Feldrennach, Langenalb, Ottenhausen und Schwann. Zur ehemaligen Gemeinde Feldrennach gehören die Dörfer Feldrennach und Pfinzweiler und die Häuser Hasenstock-Sägmühle. Zur ehemaligen Gemeinde Langenalb gehören das Dorf Langenalb und die Häuser Bitzenhühlersägmühle, Brücklessägmühle, Dampfsägmühle, Wohnhaus zur Feldrennachersägmühle, Wohnhaus zur Heinzensägmühle und Maisenmühle. Zur ehemaligen Gemeinde Ottenhausen gehören das Dorf Ottenhausen, die Wochenendsiedlung Hardthof und die Häuser Hochmühle.
Die 1262 als Rutmerspach erstmals erwähnte Ortschaft Rudmersbach ist in Ottenhausen aufgegangen.

### Nachbargemeinden
An die Gemeinde Straubenhardt grenzen von Norden beginnend im Uhrzeigersinn die Gemeinden Keltern, Birkenfeld, Neuenbürg, Dobel, Bad Herrenalb (beide Landkreis Calw), Marxzell und Karlsbad (beide Landkreis Karlsruhe) an.

### Schutzgebiete
Die Gemeinde hat Anteil an den Naturschutzgebieten Pfinzquellen, Albtal und Seitentäler, Mistwiesen und Eyach- und Rotenbachtal. Außerdem liegen auf dem Gemeindegebiet die Landschaftsschutzgebiete Albtalplatten und Herrenalber Berge und Straubenhardter Schwarzwaldrandhöhe. Das gesamte Gemeindegebiet liegt im Naturpark Schwarzwald Mitte/Nord.

### Klima
|                       | Jan | Feb | Mär | Apr | Mai | Jun | Jul | Aug | Sep | Okt | Nov | Dez |   |      |
| Mittl. Tagesmax. (°C) | 2   | 4   | 9   | 14  | 18  | 21  | 23  | 23  | 20  | 13  | 7   | 3   | ⌀ | 13,1 |
| Mittl. Tagesmin. (°C) | −4  | −3  | 0   | 4   | 8   | 11  | 12  | 12  | 9   | 5   | 1   | −2  | ⌀ | 4,5  |
|                       |     |     |     |     |     |     |     |     |     |     |     |     |   |      |
| Sonnenstunden (h/d)   | 2   | 3   | 5   | 6   | 7   | 7   | 8   | 7   | 6   | 4   | 2   | 1   | ⌀ | 4,8  |

| −4 |

| −3 |

| 0 |

| 4 |

| 8 |

| 11 |

| 12 |

| 12 |

| 9 |

| 5 |

| 1 |

| −2 |

| −4 |

| −3 |

| 0 |

| 4 |

| 8 |

| 11 |

| 12 |

| 12 |

| 9 |

| 5 |

| 1 |

| −2 |

## Geschichte

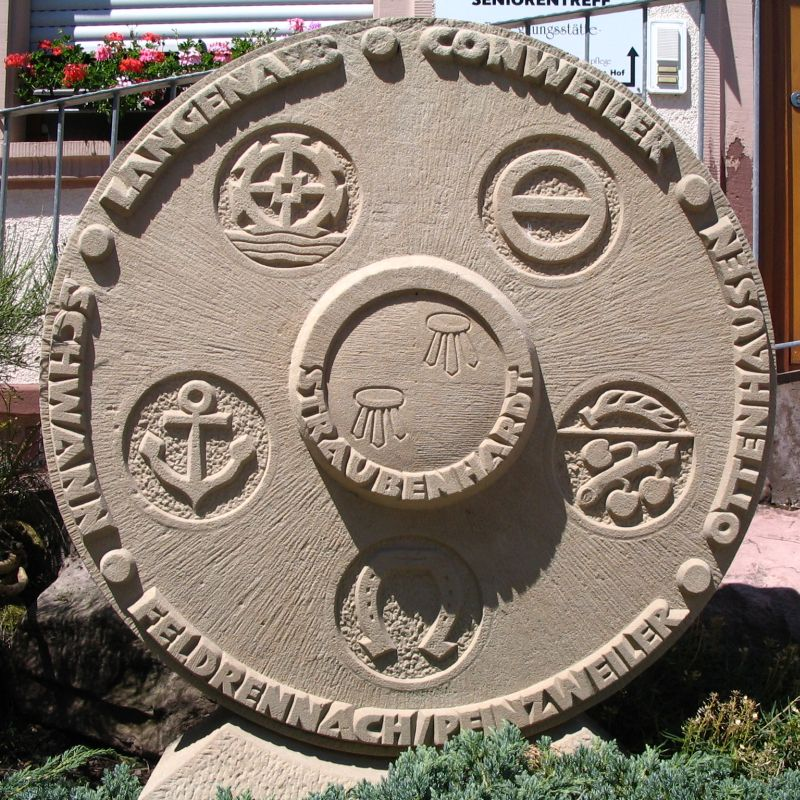
Stein mit den Wappen aller Ortsteile

Um das Jahr 1000 ließen die Grafen von Calw zwischen den Ortschaften Schwann und Dennach eine Burg errichten, die nach der unwirtlichen Gegend Straubenhardt (alemannisch: „struben Hardt“ – rauer Forst) benannt wurde. Die Reste dieser Burgruine gehören heute zur Gemarkung der Gemeinde Neuenbürg. Der Burgvogt nahm bald den Namen der Burg an. Sein Geschlecht der Edlen von Straubenhardt lässt sich bis in das 15. Jahrhundert nachweisen. Ab 1320 gerieten Burg und Umland immer mehr unter die Vorherrschaft des Hauses Württemberg. Die mit den Herren von Straubenhardt verschwägerten und ebenfalls auf der Burg wohnenden Schmalensteiner schlossen sich deshalb dem Schleglerbund unter Führung Wolf von Ebersteins an. 1367 verübte der Ritterbund einen Überfall auf Graf Eberhard II. von Württemberg, als sich dieser im Wildbad aufhielt. Ob es sich dabei um das heutige Bad Wildbad oder um Bad Teinach handelt, ist nicht geklärt. Allerdings spricht die Fluchtroute dafür, dass es sich um Bad Wildbad handelte.
Eberhard konnte auf die Burg Zavelstein flüchten. Als Vergeltung nahm Eberhard im Folgenden die Burg Straubenhardt ein und gab sie erst wieder frei, nachdem Württemberg 1374 das Öffnungsrecht für die Burg Straubenhardt eingeräumt wurde. Vermutlich gab es danach weitere Differenzen mit dem Grafen von Württemberg, sodass dieser die Burg 1381 zerstören ließ.
Die männliche Linie des Hauses Straubenhardt endete 1442 mit dem Tod von Hans von Straubenhardt. Seit Ende des 15. Jahrhunderts taucht in den Urkunden die Familie Schöner von Straubenhardt auf. Es scheint erwiesen, dass diese Familie nicht mit den ehemaligen von Straubenhardts verwandt sind. Jedoch scheint nicht geklärt, wie die Schöner von Straubenhardt zu ihren Besitztümern in der Gegend gelangten. Um 1598, 1599 verkauften die Schöner von Straubenhardt einen Großteil ihres Besitzes in der Umgebung. Jedoch ist das Schloss Rudmersbach (im heutigen Ottenhausen) auch 1623 noch weiterhin in deren Besitz.
Die heutige Gemeinde Straubenhardt entstand am 1. Dezember 1973 durch den Zusammenschluss der altwürttembergischen Gemeinden Conweiler, Feldrennach mit Pfinzweiler und Schwann. Am 1. Januar 1974 wurde das ebenfalls früher württembergische Ottenhausen mit freiwilliger Vereinbarung und am 1. Januar 1975 das vormals badische Langenalb durch das Gemeindereformgesetz Baden-Württemberg eingegliedert. Mit der Namensgebung und Übernahme des Wappens derer von Straubenhardt wurde die geschichtliche Verbindung zum früheren Rittergeschlecht der Edlen von Straubenhardt wiederhergestellt.
Die Namensgebung von Straubenhardt ist auf die ursprüngliche Annahme zurückzuführen, dass auch die Gemeinde Dennach, auf deren Gemarkung die Ruine der Burg Straubenhardt liegt, der neuen Verbandsgemeinde zugegliedert wird. In der letzten Runde der Reformverhandlungen wurde Dennach jedoch Neuenbürg zugeschlagen.

### Conweiler

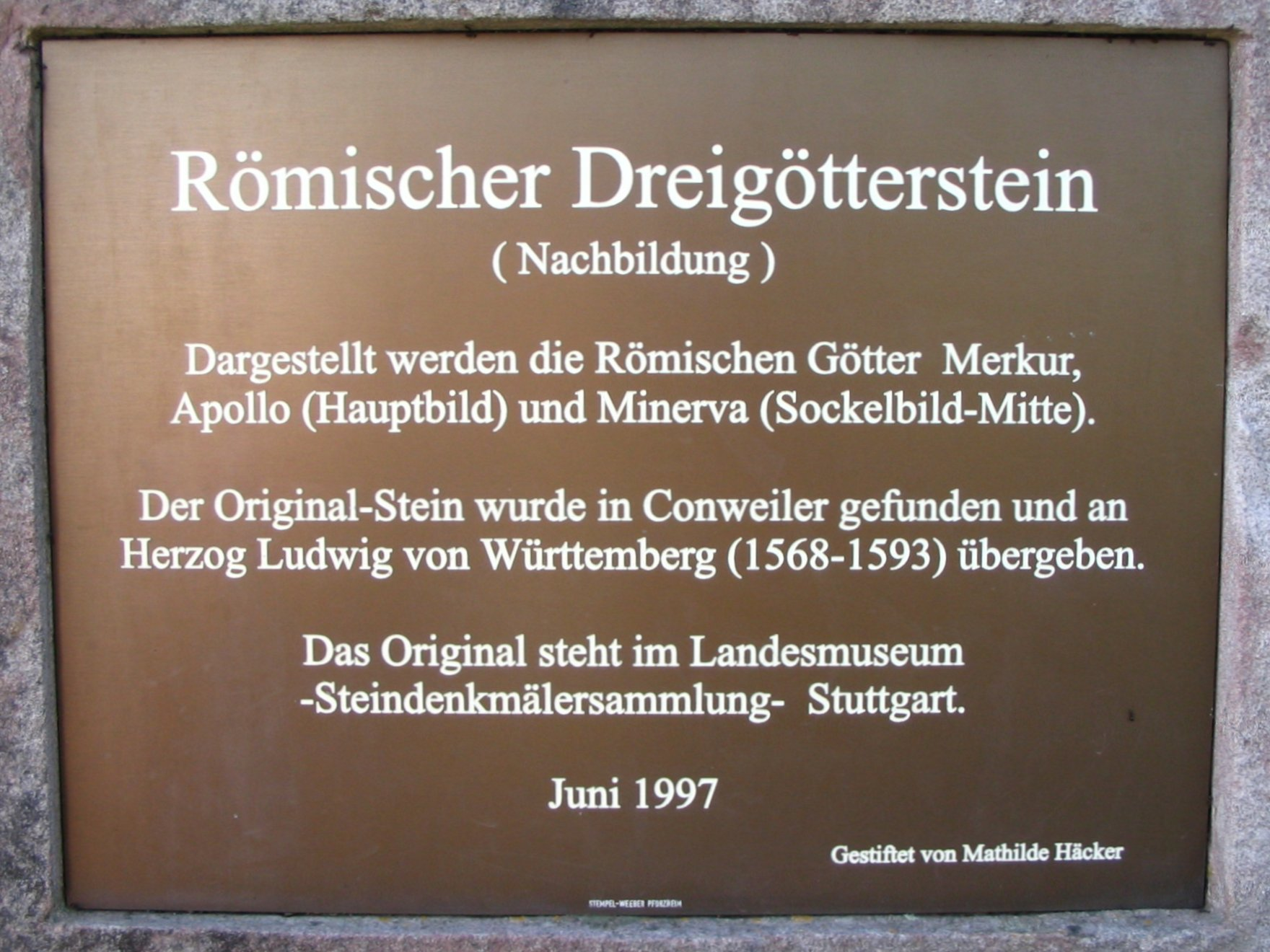
Infotafel zur Nachbildung des römischen Dreigöttersteins

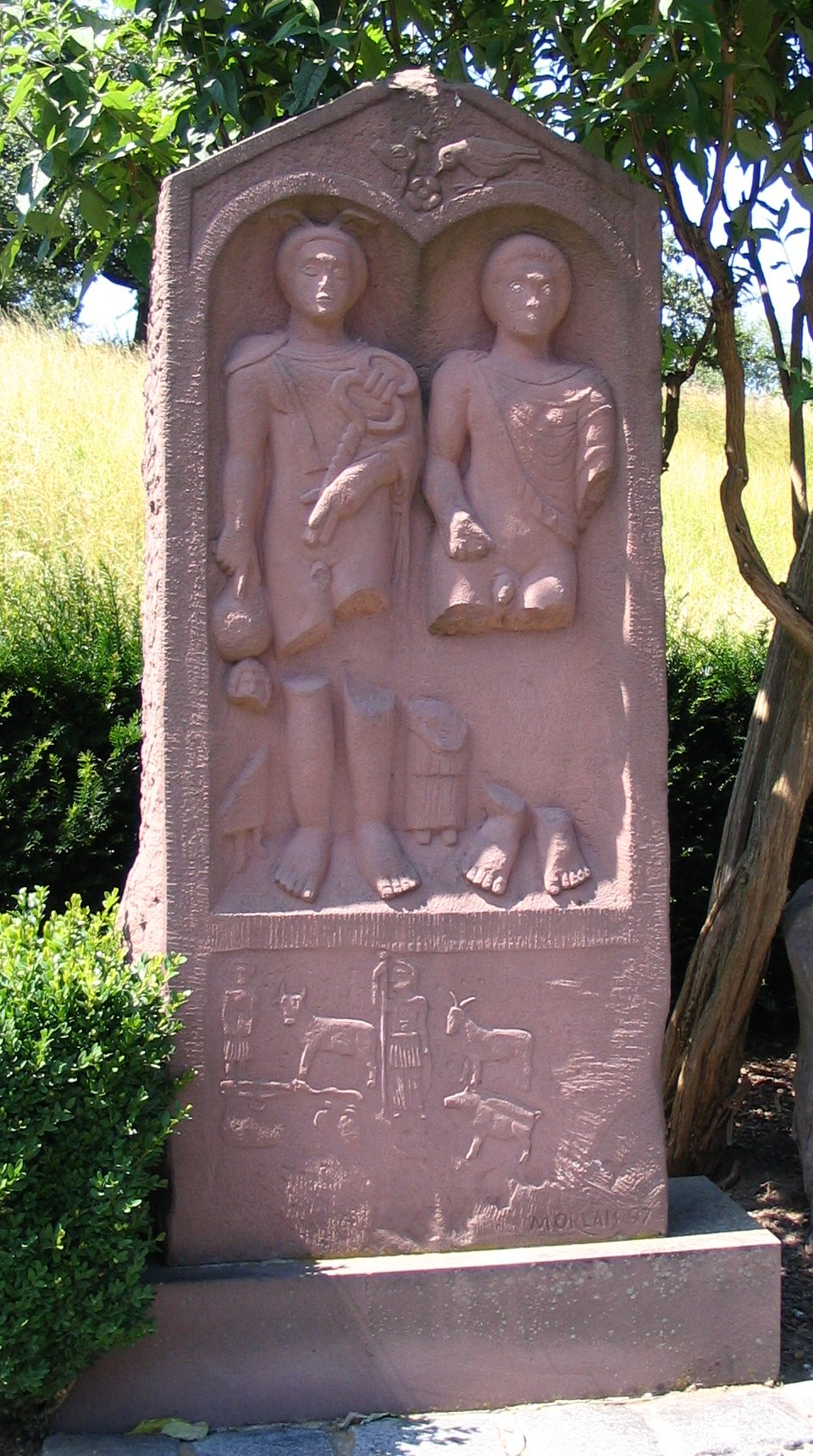
Nachbildung des römischen Dreigöttersteins

Conweiler wurde im Hochmittelalter als Waldhufendorf durch die Herren von Straubenhardt gegründet. Erste urkundliche Erwähnungen stammen aus dem Jahr 1297 als „Cunnenwilre“. Nördlich von Conweiler stand die Cunnenburg, die im Besitz der Herren von Schmalenstein war. Vermutlich wurden Burg und Siedlung nach Cuno von Schmalenstein benannt. Der Hauptsitz der Schmalensteins war ursprünglich die gleichnamige Burg Schmalenstein. Allmählich entwickelte sich jedoch die Cunnenburg zum Zentrum ihrer Adelsherrschaft. Die Familien Straubenhardt und Schmalenstein sind zwei verschiedenen Zweige derselben Familie
Die Cunnenburg Burg wurde 1384 vom Grafen Eberhard II zerstört. 1435 besaß Württemberg bereits sieben Achtel des Ortes, 1446 konnte es den Rest von den Herren von Remchingen erwerben. Das altwürttembergische Dorf Conweiler verblieb bei der Umsetzung der neuen Verwaltungsgliederung im Königreich Württemberg 1806 beim angestammten Oberamt Neuenbürg. Bei der Kreisreform während der NS-Zeit in Württemberg gelangte Conweiler 1938 zum Landkreis Calw. 1945 wurde der Ort Teil der französischen Besatzungszone und erfuhr somit 1947 die Zuordnung zum neu gegründeten Land Württemberg-Hohenzollern, welches 1952 im Land Baden-Württemberg aufging. Am 1. Januar 1973 gelangte Conweiler durch die Kreisreform in Baden-Württemberg zum Enzkreis.

### Feldrennach

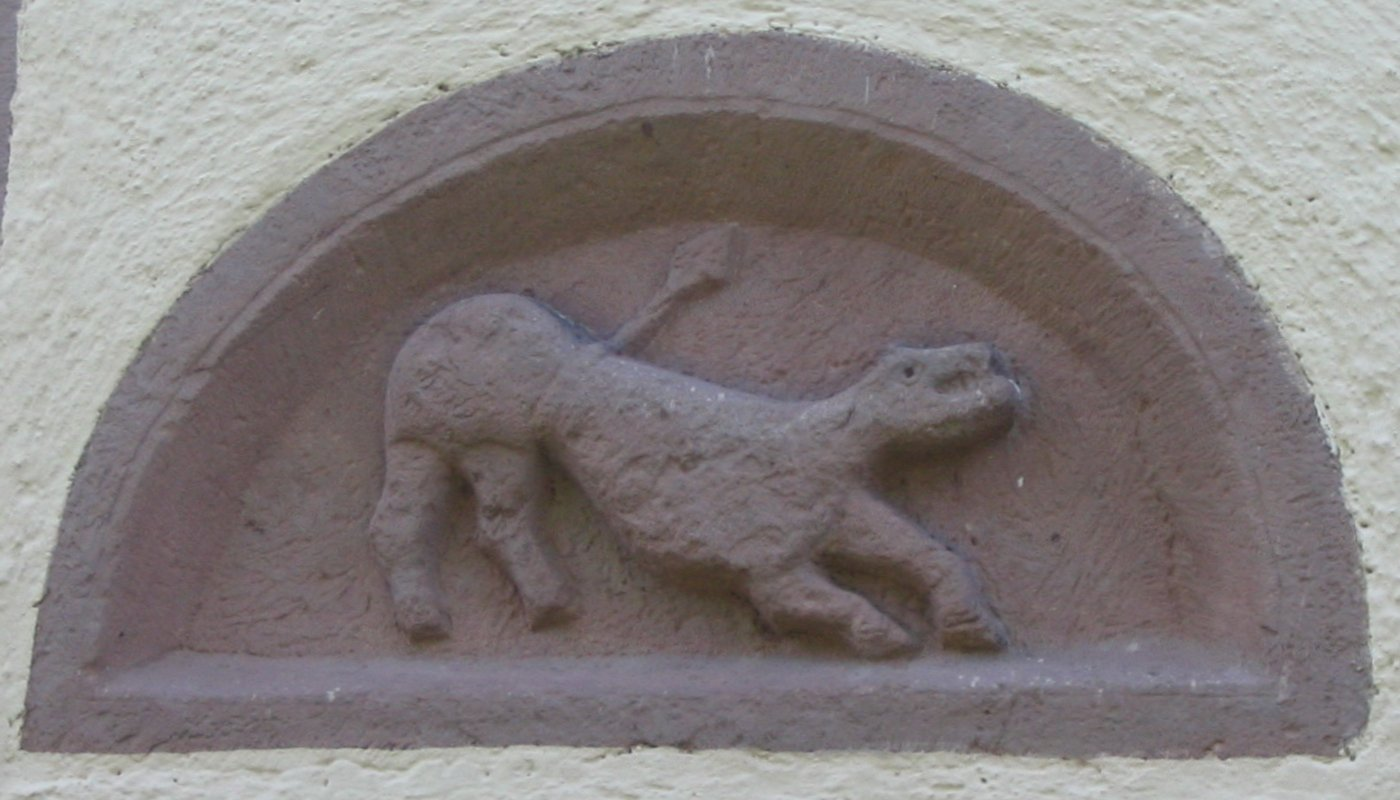
Der „springende Stier“

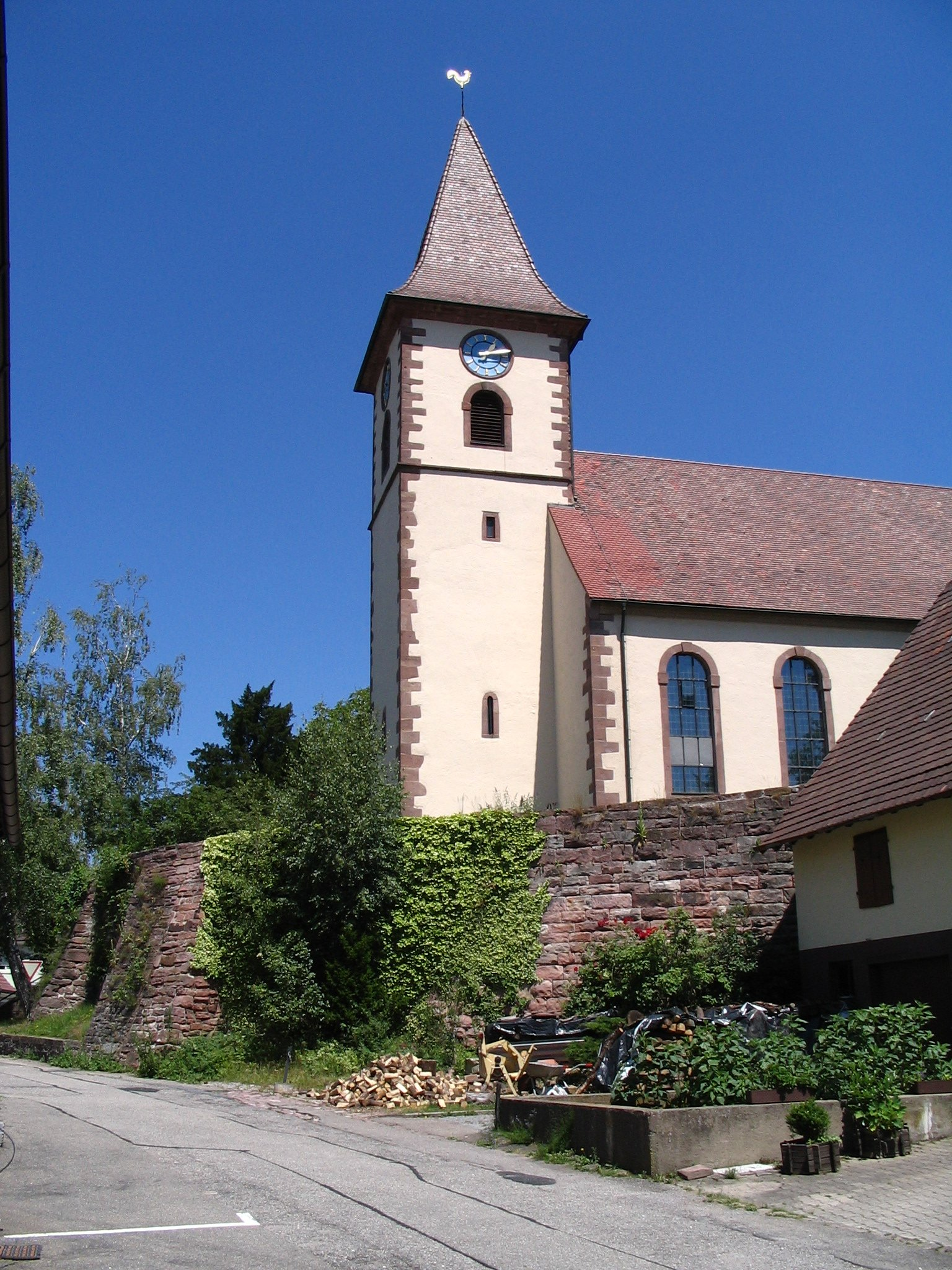
Evang. Stephanskirche Feldrennach

Auch Feldrennach wurde als Waldhufendorf von den Herren von Straubenhardt angelegt. Der Ort bekam seinen Namen wahrscheinlich von dem durch den Ort fließenden Bach, der Rennach. Feldrennach wurde bereits in den Jahren 1256 und 1277 als Roneh bzw. Veltrunche erwähnt. 1301 verzichteten die Brüder Ulrich, Konrad und Volmar von Bromberg auf Ansprüche an Gütern zu Feldrennach. 1418 gelangte der Ort an den Grafen von Württemberg. Das altwürttembergische Dorf Feldrennach kam 1938 vom aufgelösten Oberamt Neuenbürg zum Landkreis Calw und 1973 zum Enzkreis. Somit war auch Feldrennach mit dem Landkreis Calw 1945 ein Teil der französischen Besatzungszone geworden und kam über Württemberg-Hohenzollern 1952 ins Bundesland Baden-Württemberg. Heute befindet sich der Sitz der Gemeindeverwaltung von Straubenhardt im Rathaus am Marktplatz in Feldrennach. 

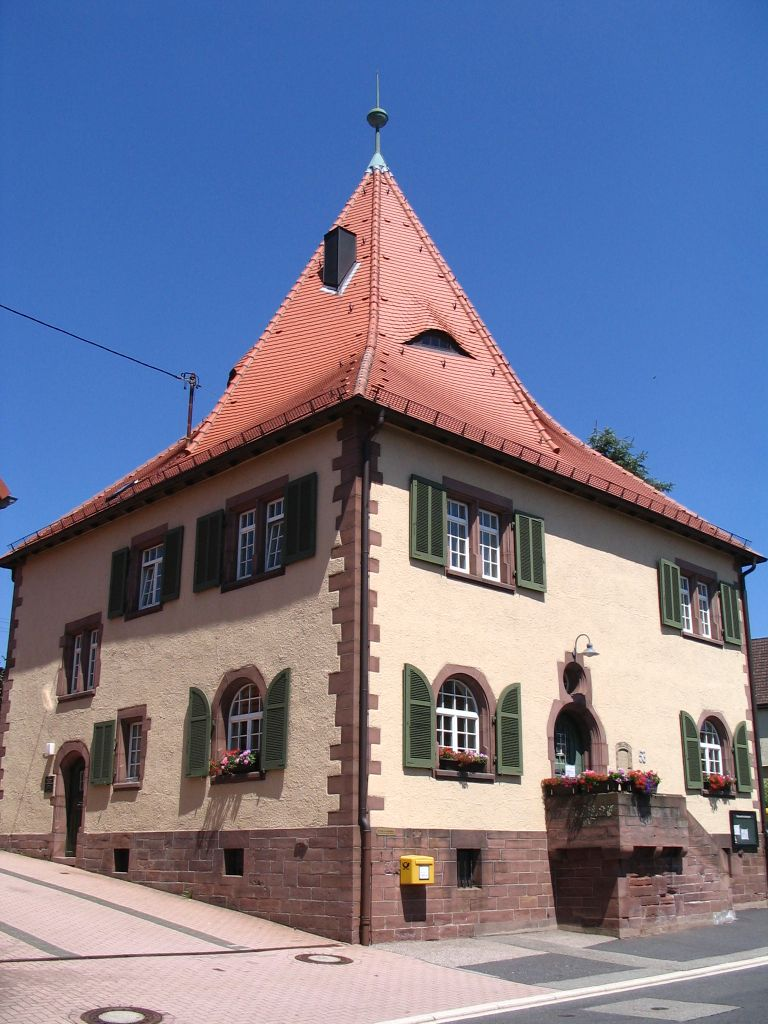
Rathaus in Langenalb

### Langenalb

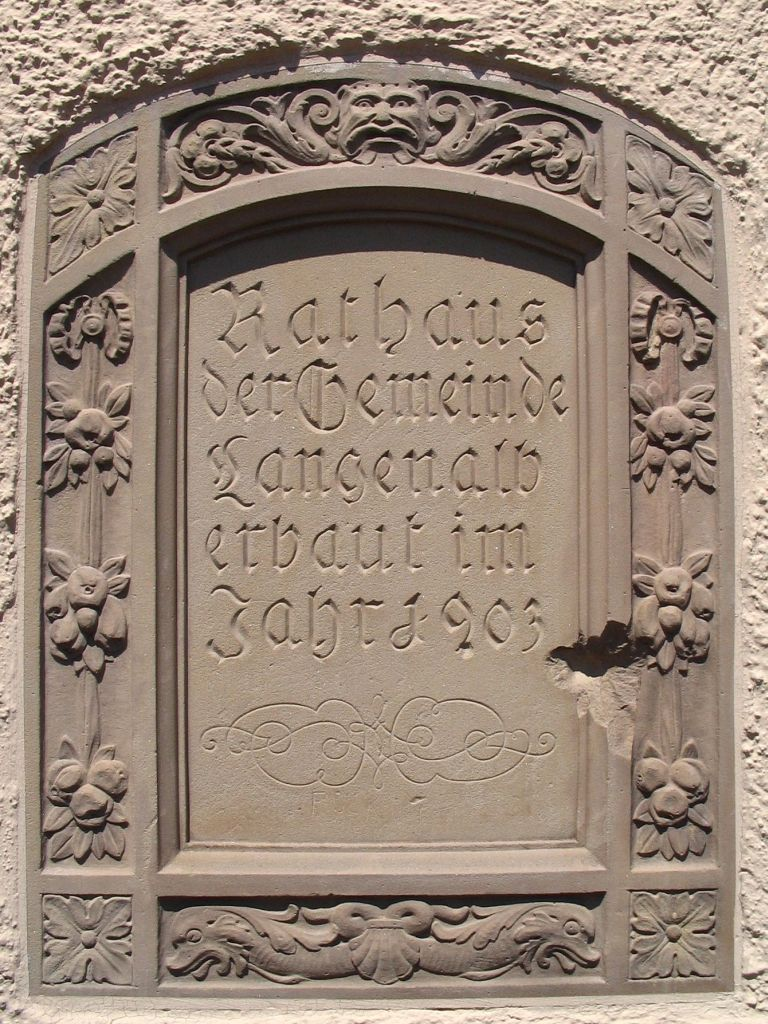
Gedenkstein am Langenalber Rathaus

Die Gründung von Langenalb als Waldhufendorf geht auf die Herren von Straubenhardt zurück. Erstmals erwähnt wurde das Dorf als Grangia et Pascua Alba im Jahre 1177 in der Güterliste des Klosters Maulbronn. Die Oberherrschaft über Langenalb hatten die Herren von Schmalenstein, die Langenalbe im Jahre 1382 an die Markgrafen Bernhard und Rudolf von Baden verkauften. Danach war Langenalb, als einziger der 6 Teilorte von Straubenhardt, vollständig badisch. 1560 erhielt Langenalb seine eigene Pfarrei. Zuvor war Langenalb kirchlich zu Rudmersbach bzw. Feldrennach zugegliedert. Verwaltungsgeschichtlich war Langenalb stets dem badischen Amt Pforzheim zugeordnet. Nach Gründung des Großherzogtums Baden kam Langenalb 1819 zum Oberamt Pforzheim, 1864 zum Bezirksamt Pforzheim und während der NS-Zeit 1939 zum Landkreis Pforzheim. 1945 wurde der Ort Teil der amerikanischen Besatzungszone und gehörte somit zum neu gegründeten Land Württemberg-Baden, das 1952 im jetzigen Bundesland Baden-Württemberg aufging. Am 1. Januar 1973 gelangte Langenalb durch die Kreisreform zum Enzkreis.

### Ottenhausen
Ottenhausen entstand als Straßendorf und wurde erstmals 1327 als Ottenhusen urkundlich erwähnt. Jedoch bereits 1262 fand der Ort Rudmersbach als Rutmerspach Erwähnung. Rudmersbach ist in Ottenhausen aufgegangen und am 1. April 1909 wurde aus den Teilgemeinden offiziell eine Einheitsgemeinde. Ab 1418 konnte Württemberg Anteile an Ottenhausen erwerben, jedoch dauerte es bis 1602, bevor Württemberg alle Anteile erworben hatte. Das altwürttembergische Dorf Ottenhausen kam 1938 vom aufgelösten Oberamt Neuenbürg zum Landkreis Calw, der 1945 in die französische Besatzungszone fiel und über das Land Württemberg-Hohenzollern 1952 dem Bundesland Baden-Württemberg angegliedert wurde. 1973 gelangte Ottenhausen durch die Kreisreform zum Enzkreis.
Vom Tornado über Pforzheim am 10. Juli 1968 war Rudmersbach besonders schwer betroffen.

### Pfinzweiler
Das ursprüngliche Pfinzweiler war Ortsteil von Feldrennach. Es wurde jedoch im Dreißigjährigen Krieg zerstört, aber 1713 wiederbesiedelt.

### Schwann

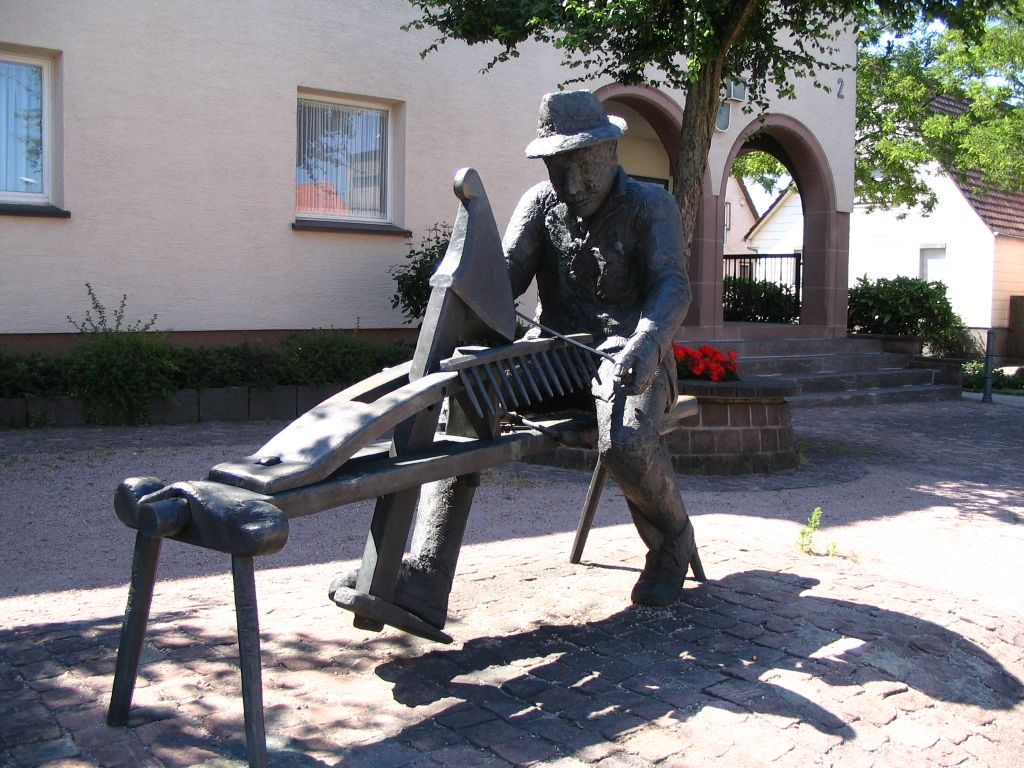
Der „Rechenmacher“ (Emil Gauss) vor dem Schwanner Rathaus

Schwann wurde auch als Waldhufendorf gegründet. Ab 1400 war Schwann Residenz der Herren von Straubenhardt, ihr Schloss stand hinter der Kirche. Nach dem Tode von Hans von Straubenhardt, dem letzten männlichen Nachkommen des Hauses von Straubenhardt, im Jahre 1442, erwarb Württemberg die Hälfte von Schwann von Straubenhardts Erben. Dadurch gehörte Schwann je zur Hälfte zu Württemberg und Baden. Am 1. Juli 1528 erstand Württemberg weitere Anteile im Tausch und 1599 den Rest. 1605 wurde Schwann in den Ritterkanton Neckar-Schwarzwald inkorporiert. Das württembergische Dorf Schwann kam 1938 vom aufgelösten Oberamt Neuenbürg zum Landkreis Calw. 1973 gelangte Schwann durch die Kreisreform zum Enzkreis.

### Wappen der Ortsteile

Conweiler
Feldrennach & Pfinzweiler
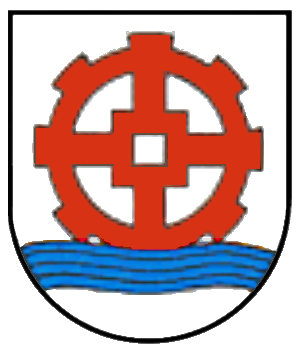
Langenalb
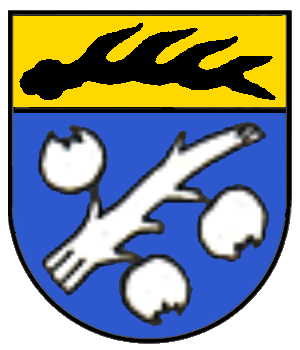
Ottenhausen
Schwann

## Politik

### Bürgermeister
Bis zum Jahre 1973 wurde in jeder der damals fünf selbständigen Gemeinden jeweils ein Bürgermeister gewählt.
- 1974–1991: Walter Weissinger (SPD)
- 1991–2013: Willi Rutschmann (CDU)
- seit 2013: Helge Viehweg (SPD)

### Gemeinderat
Der Gemeinderat in Straubenhardt besteht aus den 18 gewählten ehrenamtlichen Gemeinderäten und dem Bürgermeister als Vorsitzendem. Der Bürgermeister ist im Gemeinderat stimmberechtigt.
Die Kommunalwahl am 9. Juni 2024 führte zu folgendem Ergebnis.
| Parteien und Wählergemeinschaften | Parteien und Wählergemeinschaften             | % 2024  | Sitze 2024 | % 2019  | Sitze 2019 | Kommunalwahl 2024 %403020100 38,08 %25,98 %19,27 %16,67 % FWCDUSPDGLGewinne und Verlusteim Vergleich zu 2019 %p 6 4 2 0 −2 −4 −6+4,58 %p+5,98 %p−5,43 %p−5,13 %pFWCDUSPDGL |
| FW                                | Freie Wähler                                  | 38,08   | 7          | 33,5    | 6          | Kommunalwahl 2024 %403020100 38,08 %25,98 %19,27 %16,67 % FWCDUSPDGLGewinne und Verlusteim Vergleich zu 2019 %p 6 4 2 0 −2 −4 −6+4,58 %p+5,98 %p−5,43 %p−5,13 %pFWCDUSPDGL |
| CDU                               | Christlich Demokratische Union Deutschlands   | 25,98   | 5          | 20,0    | 4          | Kommunalwahl 2024 %403020100 38,08 %25,98 %19,27 %16,67 % FWCDUSPDGLGewinne und Verlusteim Vergleich zu 2019 %p 6 4 2 0 −2 −4 −6+4,58 %p+5,98 %p−5,43 %p−5,13 %pFWCDUSPDGL |
| SPD                               | Sozialdemokratische Partei Deutschlands       | 19,27   | 3          | 24,7    | 4          | Kommunalwahl 2024 %403020100 38,08 %25,98 %19,27 %16,67 % FWCDUSPDGLGewinne und Verlusteim Vergleich zu 2019 %p 6 4 2 0 −2 −4 −6+4,58 %p+5,98 %p−5,43 %p−5,13 %pFWCDUSPDGL |
| GL                                | Grüne Liste – Mensch und Umwelt Straubenhardt | 16,67   | 3          | 21,8    | 4          | Kommunalwahl 2024 %403020100 38,08 %25,98 %19,27 %16,67 % FWCDUSPDGLGewinne und Verlusteim Vergleich zu 2019 %p 6 4 2 0 −2 −4 −6+4,58 %p+5,98 %p−5,43 %p−5,13 %pFWCDUSPDGL |
| gesamt                            | gesamt                                        | 100,0   | 18         | 100,0   | 18         | Kommunalwahl 2024 %403020100 38,08 %25,98 %19,27 %16,67 % FWCDUSPDGLGewinne und Verlusteim Vergleich zu 2019 %p 6 4 2 0 −2 −4 −6+4,58 %p+5,98 %p−5,43 %p−5,13 %pFWCDUSPDGL |
| Wahlbeteiligung                   | Wahlbeteiligung                               | 64,03 % | 64,03 %    | 61,31 % | 61,31 %    | Kommunalwahl 2024 %403020100 38,08 %25,98 %19,27 %16,67 % FWCDUSPDGLGewinne und Verlusteim Vergleich zu 2019 %p 6 4 2 0 −2 −4 −6+4,58 %p+5,98 %p−5,43 %p−5,13 %pFWCDUSPDGL |

### Partnerschaft
Eine Partnerschaft besteht seit dem Jahre 2000 mit dem französischen Kommunalverband (Communauté de communes) Canton de Pont-de-Veyle. Erste Kontakte zum Verband in der französischen Bresse im Département Ain wurden im Jahr 1996 geknüpft. Motor der Partnerschaft waren die Wilhelm-Ganzhorn-Realschule in Straubenhardt und das Collège Georges Sand in Pont-de-Veyle. Auf der Basis deutsch-französischer Partnerschaft und Freundschaft entwickelte sich aus der Schulpartnerschaft, vermittelt durch Roger Herbet, schon nach kurzer Zeit eine offizielle Gemeindepartnerschaft, die im Jahr 2000 bei einem gemeinsamen Partnerschaftsfest in Pont-de-Veyle durch die Bürgermeister Willi Rutschmann (Straubenhardt mit seinen 6 Teilorten) und Christophe Greffet (für den Kommunalverband Canton de Pont-de-Veyle mit 12 Gemeinden) besiegelt wurde.
Im Jahre 2001 wurde in einem Begegnungsfest diese neue deutsch-französische Gemeindepartnerschaft in Straubenhardt gefeiert.

## Wirtschaft und Infrastruktur

### Verkehr
Der ÖPNV wird vom Verkehrsverbund Pforzheim-Enzkreis (VPE) gewährleistet. Vom zentralen Omnibusbahnhof Pforzheim-Mitte sind alle Straubenhardter Ortsteile mit den VPE-Buslinien 715 (Ittersbach), 716 (Bad Herrenalb), 717 (Langenalb/Ittersbach) und 718 (Conweiler) zu erreichen. Verkehrspolitisches Fernziel ist der Neubau einer Stadtbahn-Verbindung von Ittersbach über die Straubenhardter Ortsteile Conweiler und Schwann, Neuenbürg und Birkenfeld nach Pforzheim. Diese Verbindung soll in das Streckennetz der Albtal-Verkehrs-Gesellschaft eingebunden und wie die Enztalbahn mit Zweisystem-Stadtbahnwagen betrieben werden (siehe auch Pforzheimer Kleinbahn). Eine Machbarkeitsstudie hat die technische Realisierung des Projektes ergeben. In einer standardisierten Bewertung wurde der geplanten S-Bahn jedoch die Wirtschaftlichkeit abgesprochen. Die Trasse für eine zukünftige Strecke wird in den Flächennutzungsplänen der Anliegergemeinden jedoch weiterhin freigehalten.

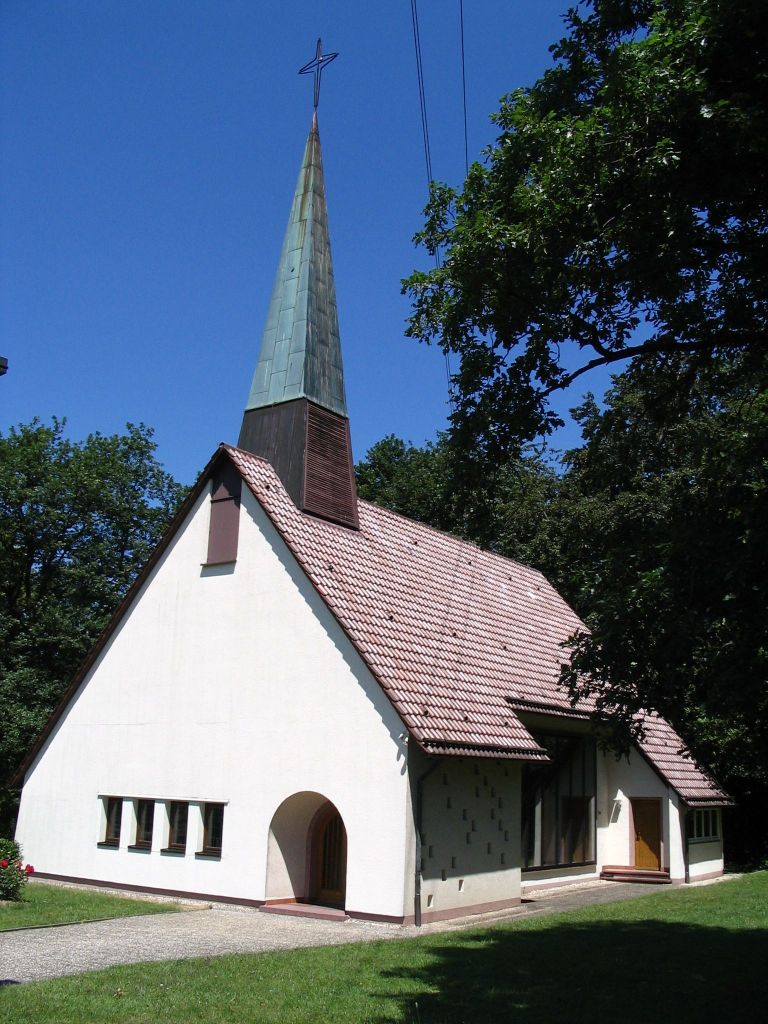
Evang. Auferstehungskirche Pfinzweiler

Als Landes-Radfernweg führt der Naturpark-Radweg Schwarzwald Mitte/Nord rund um selbigen Naturpark und führt dabei vom Albtal kommend über Straubenhardt und Neuenbürg Richtung Bad Wildbad.

### Medien
In Straubenhardt können die Leser zwischen drei Tageszeitungen wählen: Pforzheimer Zeitung, Pforzheimer Kurier, eine Regionalausgabe der Badischen Neuesten Nachrichten (BNN), die in Karlsruhe ihre Hauptredaktion hat, sowie Der Enztäler, bis Ende 2002 eine eigenständige Zeitung, seitdem eine Regionalausgabe des Schwarzwälder Boten, der in Oberndorf am Neckar seine Hauptredaktion hat. Mit mehr als 3300 Abonnenten hat das wöchentlich erscheinende „Amts- und Mitteilungsblatt Straubenhardt“ die größte Verbreitungsdichte in der Enzkreis-Kommune.

### Windpark
Seit 2017/2018 gibt es bei Straubenhardt einen Windpark mit 11 Windkraftanlagen des Typs Siemens SWT-3.0-113. Jeder dieser Maschinen hat eine Nabenhöhe von 142,5 Metern, einen Rotordurchmesser von 113 Meter und kann eine Maximalleistung von 3 MW erbringen.

### Bildung

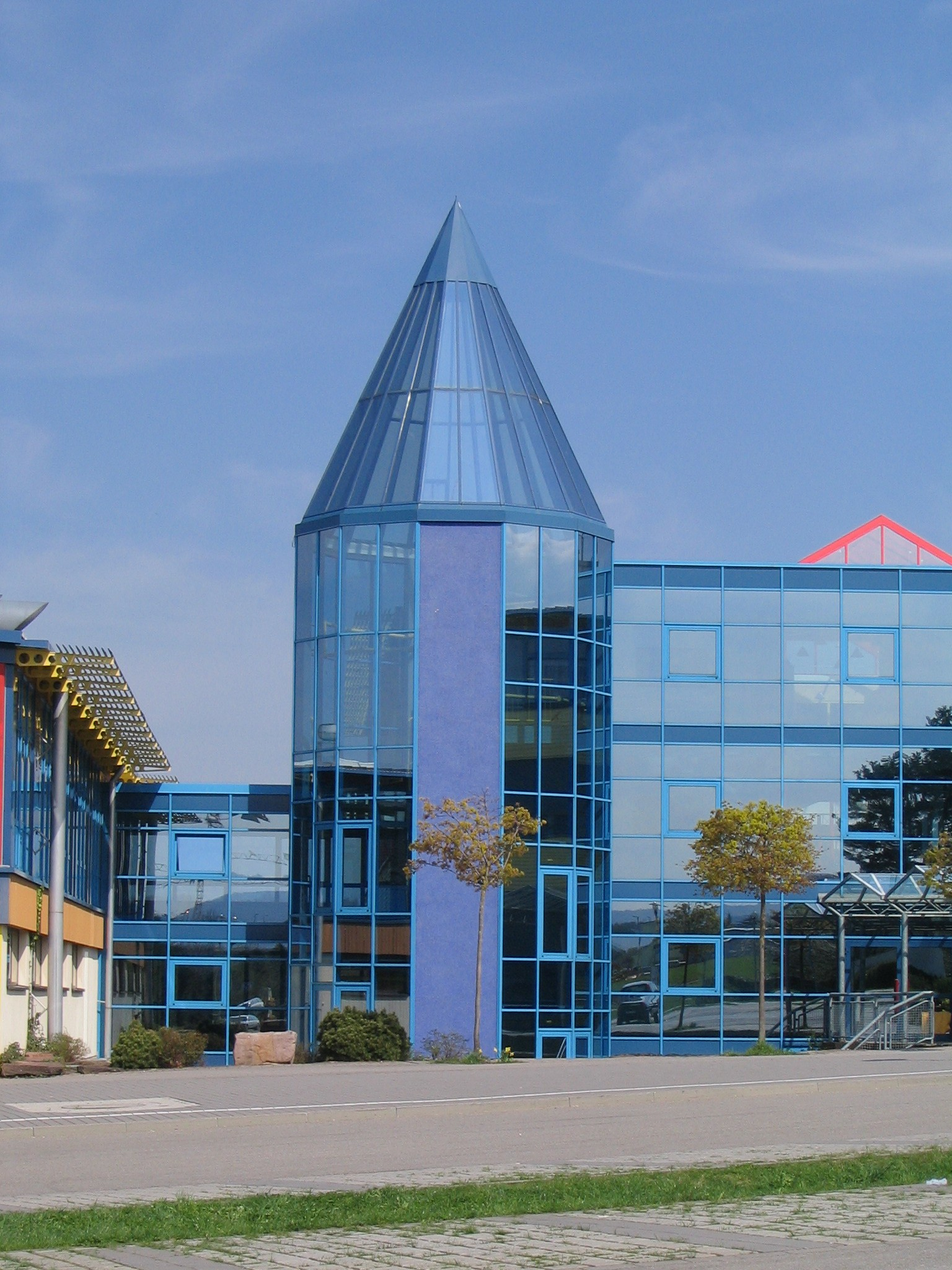
„Bleistiftturm“ der Wilhelm-Ganzhorn-Realschule

#### Schulen
- Grundschulen in Feldrennach, Langenalb, Ottenhausen und Schwann
- Wilhelm-Ganzhorn-Grund- und Hauptschule in Conweiler
- Wilhelm-Ganzhorn-Realschule
- Uff d’r Pfinz Außenstelle zur Förderung der Teilhabe (Gustav-Heinemann-Schule)
- Jugendmusikschule Neuenbürg-Straubenhardt
- Volkshochschule vhs-Geschäftsstelle

Gymnasiasten in der Gemeinde können entweder im Nachbarort Neuenbürg oder in der nahegelegenen Großstadt Pforzheim ihr Abitur ablegen.

#### Kindergärten
- Kinderhaus St. Elisabeth, Schwann
- Kindergarten Grabbenescht, Langenalb
- Kindergarten Ottenhausen
- Kindergarten Kunterbunt, Schwann
- Kindertagesstätte Abenteuerland, Feldrennach-PfinzweilerEvang. Martinskirche Conweiler

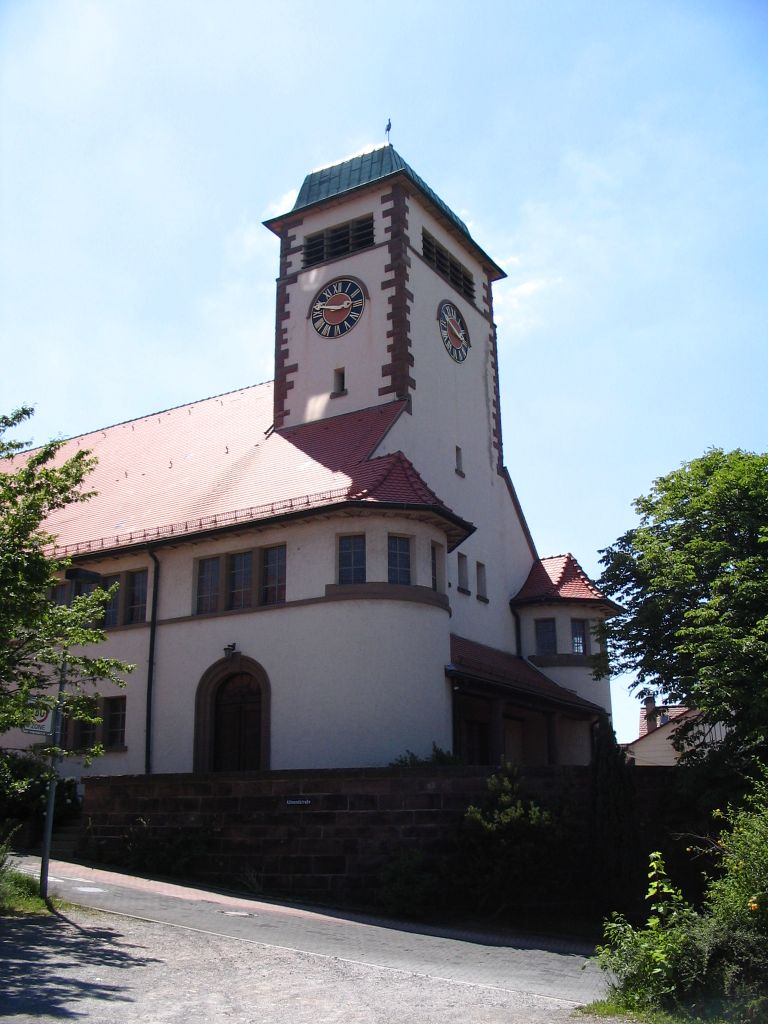
Evang. Martinskirche Conweiler

- Kindertagesstätte Villa Regenbogen, Conweiler

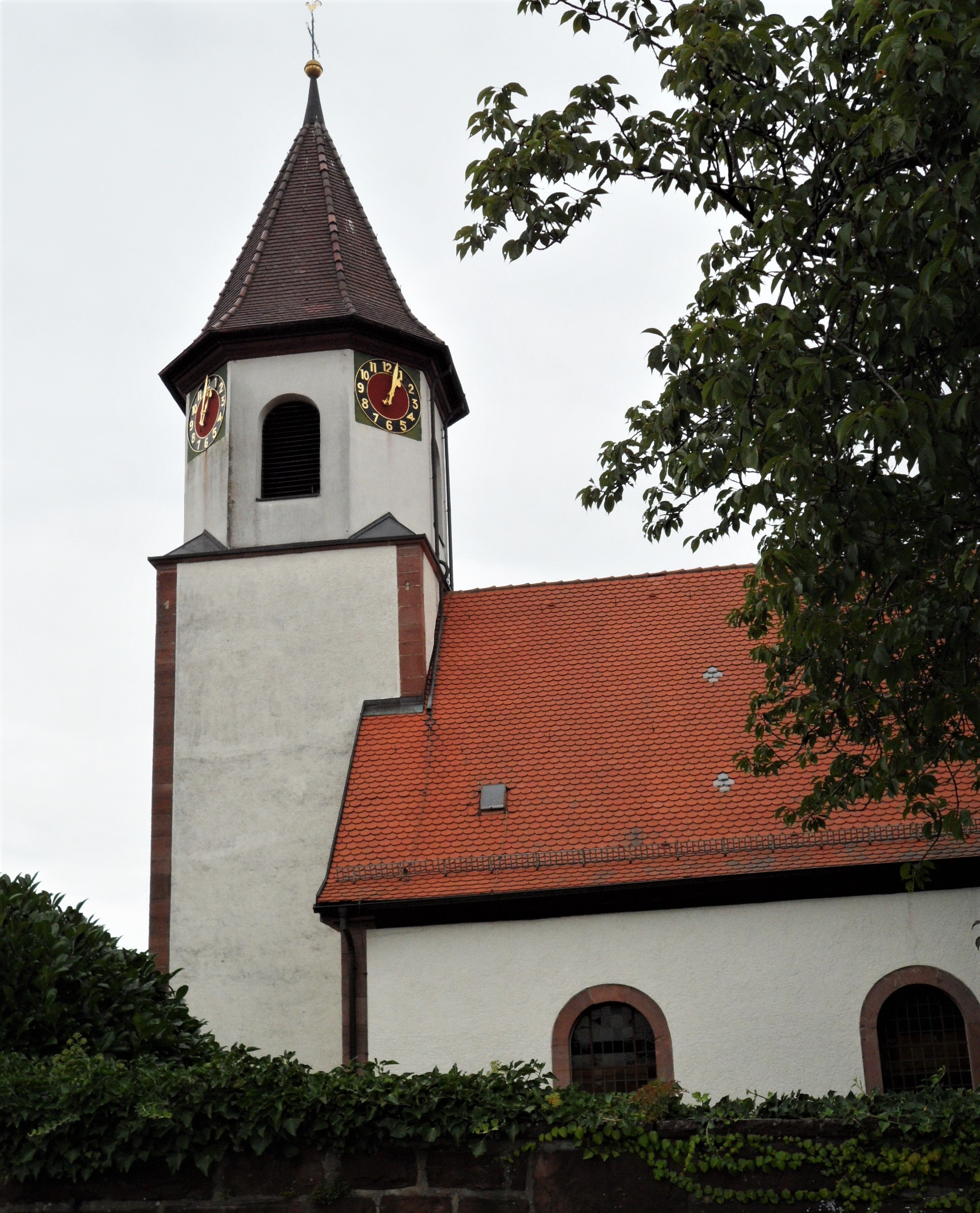
Evang. Nikolauskirche Ottenhausen

- Waldkindergarten Straubenhardt

## Kultur und Sehenswürdigkeiten

### Bauwerke
- Ehemaliges Schloss Rudmersbach in Ottenhausen
- historisches Rathaus von Langenalb
- Martinskirche in Conweiler
- Nikolauskirche in Ottenhausen
- Schlosskirche in Schwann
- Stephanskirche in Feldrennach. Von der romanischen Kirche sind nur die Untergeschosse des Westeinturms erhalten. Ein Tympanon aus dieser Zeit ist auf der nördlichen Langhausseite rechts oberhalb des barocken Kirchenportals sekundär vermauert.[21]
- Auferstehungskirche Pfinzweiler

### Naturdenkmäler
Straubenhardt liegt an der Fernwanderstrecke Westweg (von Pforzheim nach Basel) des Schwarzwaldvereins, die an vielen Naturdenkmälern vorbeiführt.

### Natur

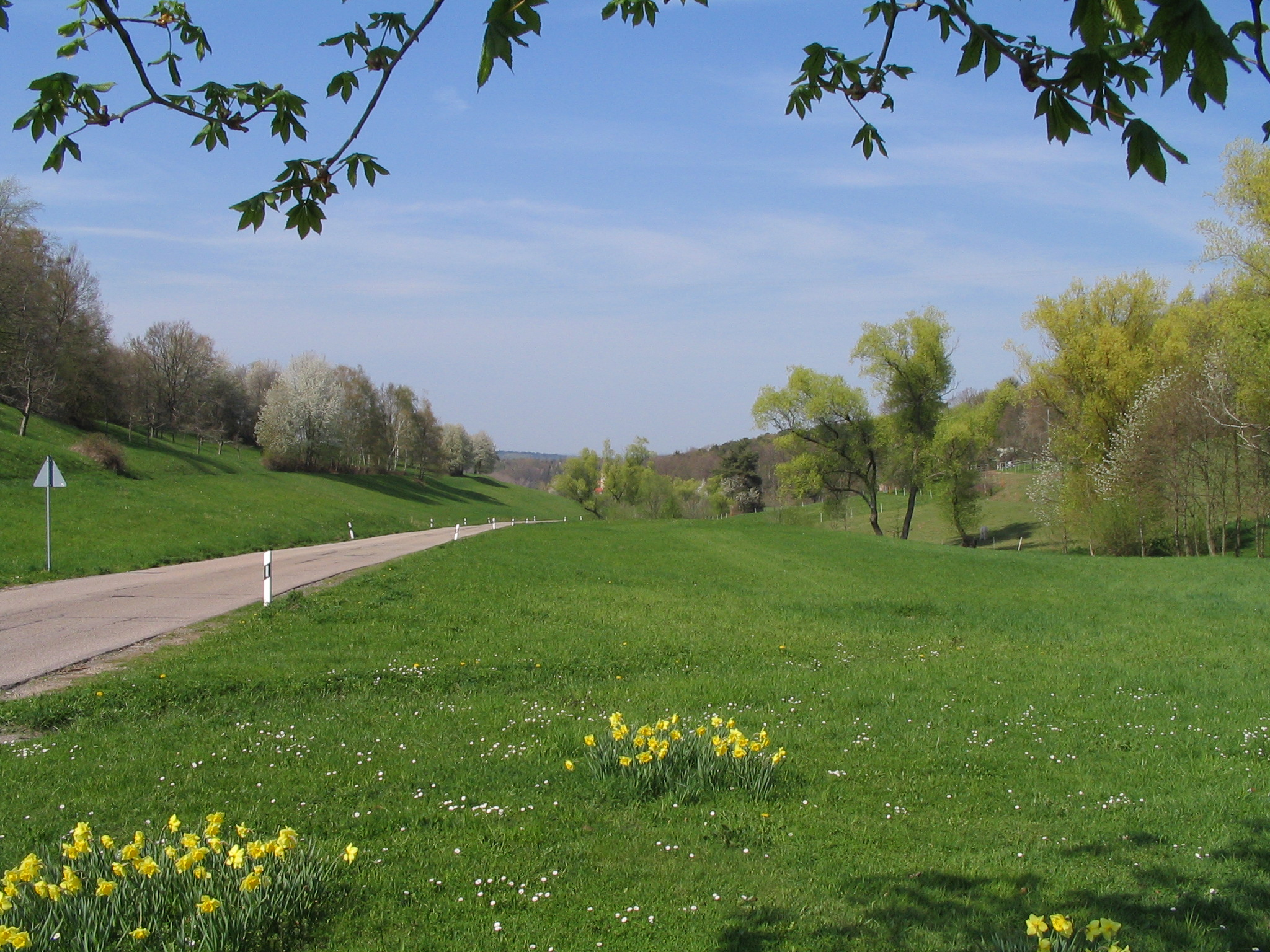
„Im schönsten Wiesengrund“

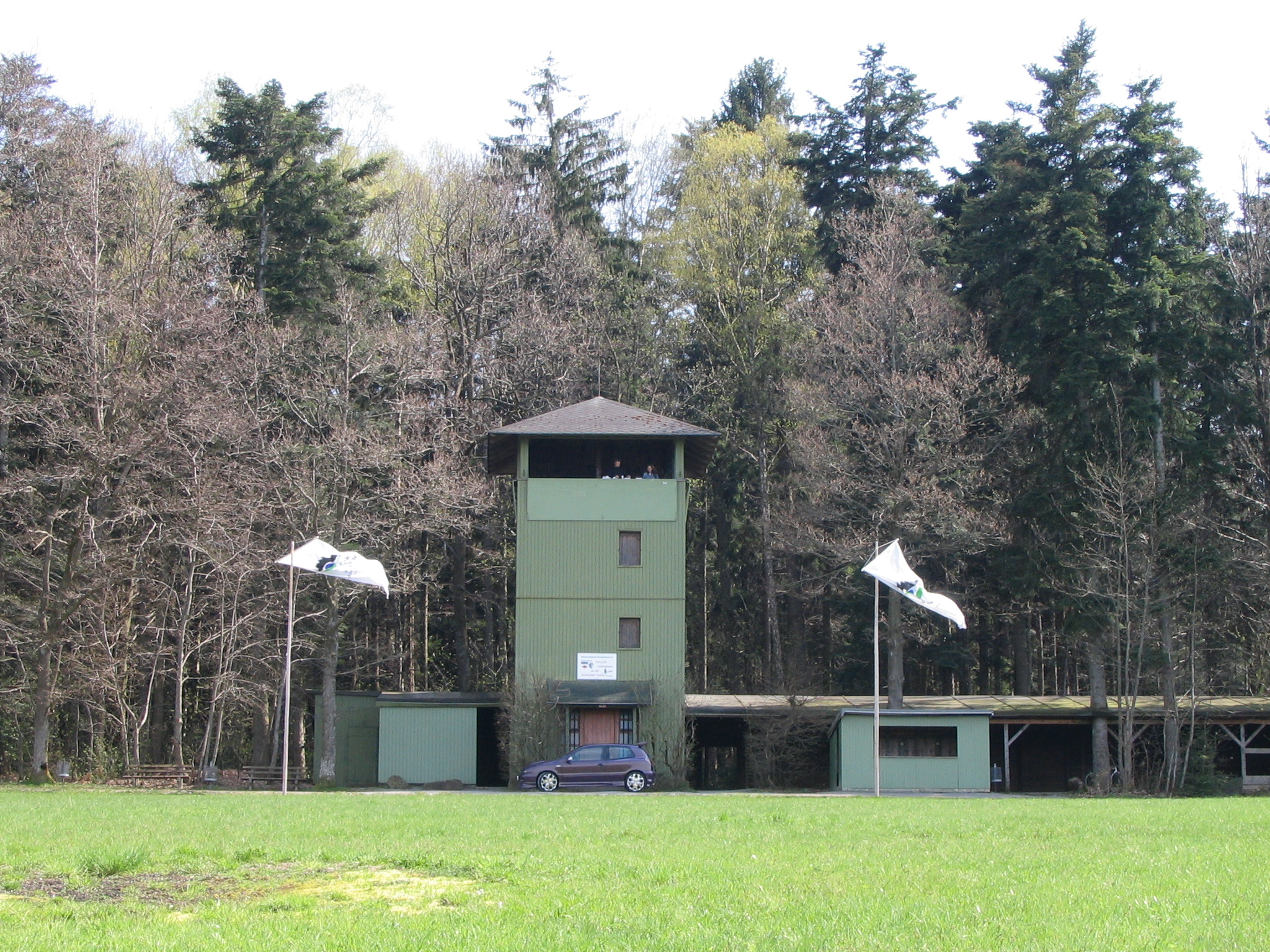
Schwanner Warte

Im Tal zwischen Conweiler und Feldrennach liegt der schönste Wiesengrund – bekannt geworden durch das Gedicht Das stille Tal des Richters und Lyrikers Wilhelm Ganzhorn. Ganzhorn beschrieb die Landschaft im Stile der romantischen Dichtung so, dass seine Verse volkstümlich geworden sind und – auf die Melodie Drei Lilien gesungen – zu einem der beliebtesten deutschen Volkslieder wurden.
Ein Großteil der landschaftlich und geografisch interessanten Flächengemeinde Straubenhardt ist von der Schwanner Warte (475 Meter über Meereshöhe) zu überblicken. Die Schwanner Warte mit dem Aussichtsturm des Schwarzwaldvereins ist ein beliebtes Ziel für Ausflügler und Wanderer. Vom Turm reicht der Blick über das Rheintal hinaus bis zum Pfälzerwald, dem Odenwald und einem Teil der Vogesen. Bei guter Fernsicht kann am Horizont der Speyerer Dom entdeckt werden sowie bis Mai 2020 die Kühltürme vom Kernkraftwerk Philippsburg.

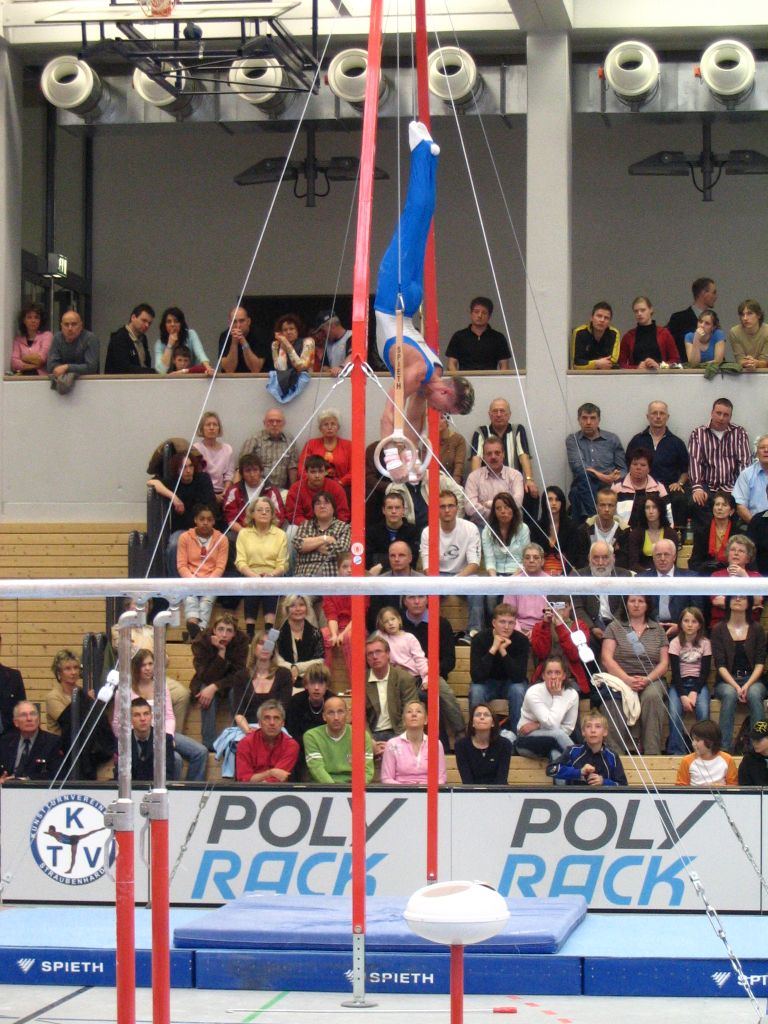
Wettkampf der KTV Straubenhardt

### Sport
Straubenhardt hat ein reichhaltiges Angebot an Sportvereinen, von denen insbesondere die Kunstturnvereinigung Straubenhardt (KTV) zur Bekanntheit der Schwarzwaldgemeinde beigetragen hat.

#### Kunstturnvereinigung Straubenhardt (KTV)
Mehrere Turnabteilungen aus Straubenhardter Teilorten bildeten in den 1970er Jahren eine Wettkampfgemeinschaft und gründeten 1987 die Kunstturnvereinigung. Der ersten Mannschaft gelang 1996, nach vier Jahren Regionalliga, unter anderem dank des Jugendeuropameisters Alexei Grigoriev, der Aufstieg in die 2. Bundesliga. Mit der Verpflichtung von Dirk Walterspacher sowie einiger Gerätespezialisten aus Baden-Württemberg glückte 2000 der Aufstieg: Die Bundesligamannschaft der KTV gehört seit mehreren Jahren zu den Spitzenvereinen in der 1. Kunstturnbundesliga. Zwölf Mal in Folge stand sie auf einem Medaillenplatz. 2005, 2009, 2011 und 2015 wurde die Saison als Deutscher Mannschaftsmeister abgeschlossen. Das zweite Team der KTV Straubenhardt turnt momentan in der Oberliga. Im süddeutschen Raum zählt die KTV Straubenhardt zu den erfolgreichsten Vereinen. Der Deutsche Turner-Bund hat der KTV Straubenhardt 2010 das Prädikat DTB-Turn-Zentrum verliehen.

#### Flugsportclub Pforzheim und Straubenhardt
Nahe der Schwanner Warte befindet sich das Segelfluggelände Schwann-Conweiler, welches vom Flugsportclub Pforzheim und Straubenhardt e. V. betrieben wird. Es handelt sich dabei um einen reinen Segelflugplatz mit Grasbahn und Windenbetrieb. Motorgetriebene Luftfahrzeuge jeglicher Art sind nicht zugelassen.

### Regelmäßige Veranstaltungen

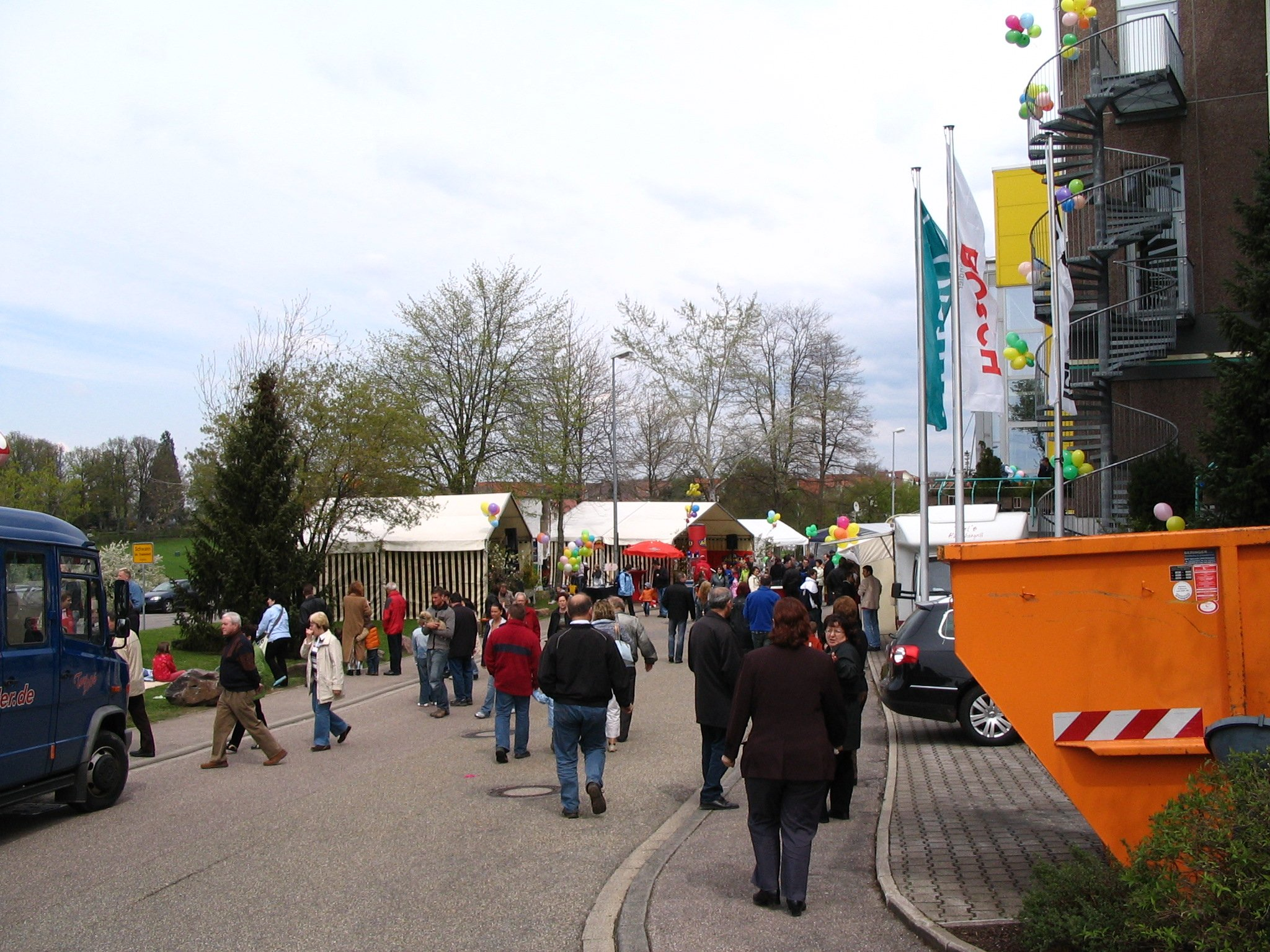
Frühlingsfest 2006

Am 8. April 2006 veranstaltete der Turnverein Conweiler erstmals den Straubenhardter Panoramalauf, der von da an jedes Jahr im Frühling ausgetragen werden soll.
Das Frühlingsfest am letzten Sonntag im April und das Herbstfest am letzten Sonntag im September lockt alljährlich jeweils über 10.000 Besucher nach Straubenhardt. An diesen verkaufsoffenen Sonntagen präsentieren die Mitglieder des Wirtschaftsbunds Straubenhardt ihre Leistungsfähigkeit.
Das Sonnwendfeuer des Schwarzwaldverein an einem Samstag um den 21. Juni an der Schwanner Warte zieht jedes Jahr rund 3.000 Besucher an.
Regelmäßig im Juli findet ebenfalls das Happiness Festival statt. Es gilt als eines der größten Open-Air-Festivals Süddeutschlands. 2023 haben am Freitag sowie Samstag knapp 17.000 Menschen das Festival besucht.
Im Herbst findet jedes Jahr der Naturparkmarkt statt, bei dem verschiedene Einrichtungen der Gemeinde ihre Arbeit vorstellen und Selbstgemachtes verkaufen.

## Persönlichkeiten

### Ehrenbürger
- 1991: Walter Weissinger († 1998), Bürgermeister
- 2013: Willi Rutschmann, Bürgermeister
- 2024: Hans Vester (* 1951), Kommunalpolitiker, 44 Jahre Gemeinderat

### Söhne und Töchter der Gemeinde
- Jacob Georg Schäffer (1745–1814), geboren in Ottenhausen, württembergischer Oberamtmann
- Ulli Hockenberger (* 1956), Politiker und Landtagsabgeordneter (CDU)
- Vanessa Diehm (* 2004), Fußballspielerin

## Trivia
Das Lied Im schönsten Wiesengrunde (1851) von Wilhelm Ganzhorn ist in Conweiler verortet.